# Большой Керлегеш
Большой Керлегеш — посёлок в Прокопьевском районе Кемеровской области. Входит в состав Сафоновского сельского поселения.

## География
Центральная часть населённого пункта расположена на высоте 393 м над уровнем моря.

## Население
| 2010 |
| ---- |
| 1043 |

### Половой состав
По данным Всероссийской переписи населения 2010 года, в посёлке Большой Керлегеш проживало 1043 человека (523 мужчины, 520 женщин).

## Улицы
| - ул. Береговая, - ул. Весенняя, - пер. Дальний, - ул. Дачная, - пер. Кедровый, - ул. Лесная, - пер. Лесной, | - ул. Луговая, - ул. Мира, - ул. Молодёжная, - пер. Новый, - ул. Полевая, - ул. Родниковая, - пер. Садовый, | - ул. Сосновая, - ул. Строителей, - пер. Таёжный, - ул. Центральная, - ул. Школьная, - пер. Школьный, - пер. Ясный. |

## Инфраструктура
В посёлке действуют интернат и детский оздоровительный лагерь круглодичного действия «Юность».